# Anna Ōmiya
Anna Ōmiya (jap. 近江谷杏菜 Ōmiya Anna; ur. 12 października 1989 w Tokoro) – japońska curlerka, reprezentantka kraju na Zimowych Igrzyskach Olimpijskich 2010. Zawodniczka Aomori Curling Club.
Ōmiya zadebiutowała na arenie międzynarodowej już na Mistrzostwach Świata Juniorów 2002. Jako rezerwowa zagrała w jednym meczu. W 2007 wystąpiła jako skip na juniorskich mistrzostwach Pacyfiku, zajęła 4. miejsce.
Od tego samego sezonu została rezerwową w zespole Moe Meguro. Zdobyła na tej pozycji srebrny i brązowy medal rywalizacji strefy Pacyfiku. W sezonie 2009/2010 objęła pozycję trzeciej. W tym okresie Ōmiya wystąpiła na Zimowych Igrzyskach Olimpijskich, Japonki z bilansem 3 wygranych i 6 porażek zajęły 8. lokatę. Gorzej zagrały w MŚ plasując się na 11. miejscu. Po odejściu Meguro z rywalizacji curlingowej zespół przemodelowano i Ōmiya zagrywała na drugiej pozycji. W 2014 Ōmiya dołączyła do zespołu Ayumi Ogasawary. Zespół ten reprezentował Japonię na MŚ 2015, z bilansem 6-5 został sklasyfikowany na 6. pozycji.
Anna jest córką Yoshiyukiego, olimpijczyka z Nagano, oraz siostrą Nanami.

## Wielki Szlem
| Turniej                | 2009/2010 | 2014/2015 |
| ---------------------- | --------- | --------- |
| Autumn Gold            | x         | x         |
| Manitoba Lotteries     | A         | QF*       |
| Colonial Square        | x*        | A         |
| Masters                | A*        | A         |
| Canadian Open          | —         | A         |
| Players’ Championships | A         | A         |

| *  | = turniej niezaliczany do cyklu Wielkiego Szlema |
| —  | = turniej nie odbył się                          |
| A  | = nie uczestniczyła                              |
| x  | = nie zakwalifikowała się do fazy finałowej      |
| QF | = ćwierćfinał                                    |
| SF | = półfinał                                       |
| F  | = finał                                          |
| W  | = zwycięstwo                                     |

## Drużyna
|           | Czwarta         | Trzecia          | Druga          | Otwierająca     |
| --------- | --------------- | ---------------- | -------------- | --------------- |
| 2014/2016 | Ayumi Ogasawara | Sayaka Yoshimura | Kaho Onodera   | Anna Ōmiya      |
| 2011/2013 | Shinobu Aota    | Mayo Yamaura     | Anna Ōmiya     | Kotomi Ishizaki |
| 2010/2011 | Anna Ōmiya      | Shinobu Aota     | Mayo Yamaura   | Kotomi Ishizaki |
| MSP 2010  | Mayo Yamaura    | Shinobu Aota     | Anna Ōmiya     | Kotomi Ishizaki |
| 2009/2010 | Moe Meguro      | Anna Ōmiya       | Mari Motohashi | Kotomi Ishizaki |
| 2007/2008 | Anna Ōmiya      | Chiaki Matui     | Megumi Tabusa  | Akane Eda       |